# 胡安·弗朗西斯科·托雷斯
胡安·弗朗西斯科·托雷斯·比倫（Juan Francisco Torres Belén，1985年1月9日—），通常稱為桑法蘭（Juanfran），是一名西班牙足球運動員，擔任右後衛。最後效力於巴甲聖保羅。
桑法蘭在皇馬開始了職業生涯之後，為求進一步發展。他先後和西甲奧薩蘇納與和馬德里競技簽約，更替後者在2011年開始贏得四大冠軍，當中包括2014年的西甲冠軍。
他在2012年起正式代表西班牙國家隊上陣。桑法蘭為國家隊奪取該年的歐洲足球錦標賽，而他也在2014年世界盃以及2016年歐洲足球錦標賽上陣。

## 球會生涯

### 皇家馬德里
桑法蘭出生在巴倫西亞自治區阿利坎特省克雷維連特。桑法蘭是西甲豪門皇家馬德里的青訓球員。他首次為一隊上陣是在2004年1月24日對陣維拉利爾的賽事，他以替補身份上陣15分鐘協助重馬在主場以2:1戰勝對手。 因為桑法蘭在B隊表現穩健出色，令他在以上的過程03-04球季和下一個賽季，總共為一隊上陣五場比賽。
桑法蘭在05-06賽季被球隊外借至西班牙人一季。 雖然，這支加泰羅尼亞球隊在該球季勉強保級，但桑法蘭仍然有出色的表現，在2006年3月22日，他在與畢爾包的比賽中他射入一球，協助球隊以1-1戰平對手。 在該球季，他成為球隊的左翼鋒，更為球隊奪得該季西班牙國王盃冠軍。

### 奧沙辛拿
桑法蘭在2006-07年球季加盟奧沙辛拿 在轉會完成後，協議允許奧沙辛拿無需支付轉會費，除非桑法蘭再次轉會，就要付1000萬歐元， 合約當中也增加幾個細節，其中包括了2007年1月召回馬德里的可能性，這也為皇馬在賽季結束後保留了購買優先選項。桑法蘭為奧沙辛拿第一次的上陣是在2006年9月24日主場2:0戰勝切爾達的比賽，他為球隊打入第二球。值得注意的是，他在該季上陣九場並打進一球，協助球隊打入該季的歐洲足協盃決賽。
桑法蘭在2008-09年球季中又再一次存在於正選陣容。在2009年5月31日，在球季的煞科戰中，他射入一個三十碼的遠射令球隊主場2:1戰勝皇家馬德里，幫助球隊護級成功。 在2009-10年球季奧沙辛拿在該季以第十二名完成賽季，桑法蘭打入四球，為職業生涯最高。

### 馬德里競技

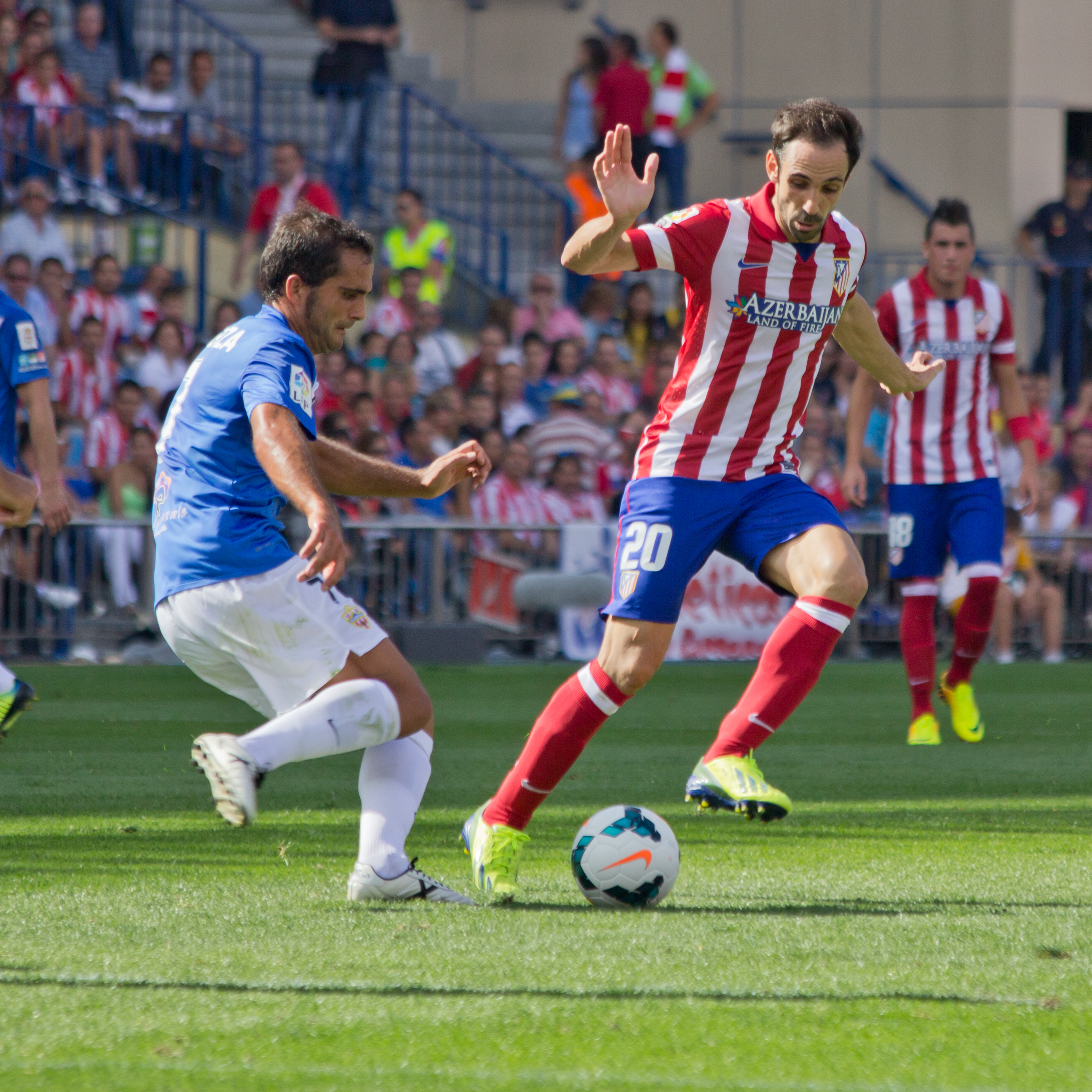
桑法蘭 (右)在2013年與艾美利亞的比賽

桑法蘭在2011年1月11日加盟馬德里競技。轉會費為400萬歐元，並簽約至2015年。他在加盟後兩天就為床單軍團(Colchoneros)正式上陣。在國王盃中面對皇家馬德里的比賽，最終在作客以2:3不敵對手而遭到淘汰。
桑法蘭的父親在球季結束前兩星期前因病去世，但他在場上仍表現出極佳的專注力，在2011年5月21日的聯賽煞科戰中射入在馬德里競技的第一球，協助球隊以4:3擊敗皇家馬略卡。 在11-12球季，在曼薩諾以及迪亞哥·西蒙尼兩位教練的帶領下，桑法蘭開始成為床單軍團的主力。他司職左後衛位置。 在這賽季的歐霸盃決賽中，他以正選左後衛的位置出戰，協助球隊以3:0戰勝同國球會畢爾包。在比賽結束後，他將勝利送給他已故的父親, 他說(根據歐洲足聯官網):「我的寶貝兒子奧利弗在我身邊;他知道的唯一的話是媽媽和馬德里體育會，我將這次勝利獻給我的家人和我在去年去世的爸爸，我知道他在天國裡俯視著我們現在的慶祝。」。
桑法蘭在2014年5月24日在葡萄牙首都里斯本盧斯球場舉行的歐冠決賽中打滿120分鐘。但球會因傷患及體力問題戰至加時才僅負同城死敵皇家馬德里，無緣歐洲皇者寶座。 在失利歐冠後一個月，桑法蘭與球會延長合約，留隊至2018年夏季。
桑法蘭在歐冠16強對陣PSV燕豪芬的兩回合都首發上陣。2016年3月15日，在第二回合的比賽中，他在8:7(總比分0:0)的PK大戰打進致勝的十二碼，協助馬競連續三個賽季殺進歐冠8強。在米蘭舉行的2015–16年欧洲冠军联赛決賽，皇馬憑越位入球將比賽拖入加時，桑法蘭於互射12碼階段負責第4輪主射，可惜面對舊東家皇馬卻中柱彈出，令馬德里體育會再次錯失歐冠冠軍。落敗後桑法蘭含淚走到馬競觀眾席前彎腰鞠躬向球迷謝罪。

## 國家隊
桑法蘭在代表西班牙U19參加2004年歐洲U-19足球錦標賽有一個不平凡的表現。協助球隊奪得該屆的冠軍，他也獲得了該屆最佳球員獎。，他參加了兩屆U20世界盃足球賽，這是一個佳為罕見的成就。包括在阿聯酋舉行的2003年世界青年足球錦標賽。國家隊最後在決賽中被射入一球，以0:1不敵巴西僅獲亞軍。 以及在荷蘭舉辦的2005年U20世界盃足球賽，該屆西班牙晉級至八強，最後被該屆擁有美斯的冠軍阿根廷以3:1擊敗。
桑法蘭在2012年5月26日為西班牙國家隊正式上陣。在瑞士聖加侖對陣塞爾維亞的友誼賽中以右後衛身份正選上陣。最後國家隊以2:0戰勝對手。他被國家隊教練迪保斯基選入2012年歐洲足球錦標賽的23人名單之一。
桑法蘭在2013年11月16日在2:1戰勝赤道幾內亞的友誼賽中打進他在國家隊的第一個進球。 然而，這場比賽是被國際足聯定為無效，因為他們並未提早獲得通知裁判將是來自赤道幾內亞。
桑法蘭進入2014年世界盃三十人大名單， 最後也進入23人最終名單。 在西班牙提前出局後，在小組賽最後一輪對陣澳大利亞的比賽中，他以正選身份打滿90分鐘並助攻一交予前峰大衛·比利亞令球隊最終以3:0戰勝對手。

### 國家隊入球
| 1.                   | 2013.11.16 | 赤道幾內亞,馬拉博,Nuevo Estadio, | 赤道几内亚 | 2–1 | 2–1 | 友誼賽 |
| 在2013年11月16日更正 |            |                                  |            |     |     |        |

## 私人生活
胡安弗兰的妻子名為Veronica Sierras，他有一子一女。

## 數據

### 球會
| 球會 | 組別         | 球季         | 聯賽 | 聯賽 | 盃賽(1) | 盃賽(1) | 國際 賽事(2) | 國際 賽事(2) | 總供 | 總供 | 平均 進球 |
| 球會 | 組別         | 球季         | 上場 | 進球 | 上場    | 進球    | 上場         | 進球         | 上場 | 進球 | 平均 進球 |
| --- | ------------ | ------------ | ---- | ---- | ------- | ------- | ------------ | ------------ | ---- | ---- | --------- |
| 皇家馬德里 · 西班牙 |              |              |      |      |         |         |              |              |      |      |           |
| 西甲 | 2003-04      | 5            | 0    | 0    | 0       | -       | -            | 5            | 0    | 0    |           |
| 西甲 | 2004-05      | 1            | 0    | 0    | 0       | -       | -            | 1            | 0    | 0    |           |
| 球會總計 | 球會總計     | 6            | 0    | 0    | 0       | -       | -            | 6            | 0    | 0    |           |
| 愛斯賓奴 · 西班牙 |              |              |      |      |         |         |              |              |      |      |           |
| 西甲 | 2005-06      | 30           | 1    | 6    | 0       | -       | -            | 36           | 1    | 0,03 |           |
| 球會總計 | 球會總計     | 30           | 1    | 6    | 0       | -       | -            | 36           | 1    | 0,03 |           |
| 奧沙辛拿 · 西班牙 |              |              |      |      |         |         |              |              |      |      |           |
| 西甲 | 2006-07      | 28           | 2    | 4    | 0       | 9       | 1            | 41           | 3    | 0,07 |           |
| 西甲 | 2007-08      | 34           | 3    | 2    | 0       | -       | -            | 36           | 3    | 0,08 |           |
| 西甲 | 2008-09      | 35           | 2    | 1    | 0       | -       | -            | 36           | 2    | 0,06 |           |
| 西甲 | 2009-10      | 33           | 4    | 3    | 0       | -       | -            | 36           | 4    | 0,11 |           |
| 西甲 | 2010-11      | 18           | 1    | 1    | 0       | -       | -            | 19           | 1    | 0,05 |           |
| 球會總計 | 球會總計     | 148          | 12   | 11   | 0       | 9       | 1            | 168          | 13   | 0,08 |           |
| 馬德里體育會 · 西班牙 |              |              |      |      |         |         |              |              |      |      |           |
| 西甲 | 2010-11      | 15           | 1    | 2    | 0       | -       | -            | 17           | 1    | 0,06 |           |
| 西甲 | 2011-12      | 26           | 0    | 2    | 0       | 16      | 1            | 44           | 1    | 0,02 |           |
| 西甲 | 2012-13      | 35           | 1    | 6    | 0       | 4       | 0            | 45           | 1    | 0,02 |           |
| 西甲 | 2013-14      | 35           | 0    | 8    | 0       | 12      | 0            | 55           | 0    | 0    |           |
| 西甲 | 2014-15      | 10           | 0    | 5    | 0       | 6       | 0            | 30           | 0    | 0    |           |
| 球會總計 | 球會總計     | 130          | 2    | 23   | 0       | 38      | 1            | 191          | 3    | 0,02 |           |
| 職業生涯總計 | 職業生涯總計 | 職業生涯總計 | 314  | 15   | 40      | 0       | 47           | 2            | 401  | 17   | 0,04      |
| (1) 包括西班牙國王盃(2005-2014)和西班牙超級盃。(2013,2014). (2) 包括歐霸盃 (2006-07) 和 (2011-13); 歐洲超級盃 (2012); 西甲聯賽冠軍 (2013-14). |              |              |      |      |         |         |              |              |      |      |           |

### 國家隊
最後更新：2016年6月27日
| 2012 | 5  | 0 |
| 2013 | 2  | 1 |
| 2014 | 5  | 0 |
| 2015 | 4  | 0 |
| 2015 | 6  | 0 |
| 總共 | 22 | 1 |

## 榮譽

### 球會
愛斯賓奴
- 西班牙國王盃: 2005–06冠軍

馬德里體育會
- 西甲: 2013–14冠軍[30]
- 西班牙國王盃: 2012–13冠軍[31]
- 西班牙超級盃: 2014冠軍,2013亞軍[32]
- 歐霸盃：2011–12冠軍,2017-18冠軍
- 歐洲超級盃: 2012冠軍,2018冠軍[33]
- 歐洲聯賽冠軍盃:  2013–14亞軍[34],2015–16亞軍

### 國家隊
西班牙U19
- 歐洲U-19足球錦標賽:  2004冠軍

西班牙U20
- U20世界盃足球賽:  2003亞軍

西班牙
- 歐洲足球錦標賽: 2012冠軍

## 外部連結
- 西甲數據 （页面存档备份，存于） （西班牙文）
- 馬德里體育會官方檔案 {{es icon}
- BDFutbol檔案 （页面存档备份，存于） （英文）
- 國家隊資料 （页面存档备份，存于）
- Futbolme profile （页面存档备份，存于） （西班牙文）
- 胡安·弗朗西斯科·托雷斯在 National-Football-Teams.com 上的出场纪录
- Soccerway profile （页面存档备份，存于）（英文）